# Сервий Сульпиций Претекстат
Се́рвий Сульпи́ций Претекстат (лат. Servius Sulpicius Praetextatus; V—IV века до н. э.) — римский военачальник и политический деятель из патрицианского рода Сульпициев, военный трибун с консульской властью 377, 376, 370 и 368 годов до н. э.

## Биография
Во время своего первого трибуната Сервий Сульпиций и его коллега Луций Квинкций Цинциннат разбили латинов, напавших на Тускул. О его втором трибунате источники ничего не сообщают. После пятилетнего периода, когда высшие магистраты не избирались из-за запрета народных трибунов, Сервий Сульпиций стал военным трибуном в третий раз (370 год до н. э.). Вместе с коллегами он разбил жителей Велитр, осаждавших Тускул, и осадил их собственный город, но не смог его взять до истечения своих полномочий.
В 368 году до н. э., когда Сервий Сульпиций был военным трибуном в четвёртый раз, обострилась борьба вокруг законопроектов Секстия и Лициния о допуске плебеев к консульству и других мерах для улучшения положения плебса. Античные авторы утверждают, что появление этих законопроектов было связано с семьёй Претекстата: его жене, дочери Марка Фабия Амбуста, завидовала младшая сестра, жена народного трибуна Гая Лициния Столона.
Предположительно сыном Претекстата был Сервий Сульпиций Камерин Руф, консул 345 года до н. э.